# Joliane Melançon
Joliane L. Melançon (ur. 22 marca 1986) – kanadyjska judoczka. Olimpijka z Londynu 2012, gdzie zajęła szesnaste miejsce w wadze lekkiej.
Uczestniczka mistrzostw świata w 2009, 2010, 2011 i 2013. Startowała w Pucharze Świata w latach 2008–2013. Brązowa medalistka igrzysk panamerykańskich w 2011. Zdobyła cztery medale mistrzostw panamerykańskich w latach 2009 – 2012. Trzecia na igrzyskach frankofońskich w 2009. Ośmiokrotna medalistka mistrzostw Kanady w latach 2004-2012.

## Letnie Igrzyska Olimpijskie 2012
| Konkurencja | Eliminacje                | Klas. końcowa |
| Konkurencja | Przeciwnik I              | Miejsce       |
| ----------- | ------------------------- | ------------- |
| 57 kg       | Sabrina Filzmoser (AUT) P | 16.           |